# Rhinogobius bucculentus
Rhinogobius bucculentus är en fiskart som först beskrevs av Herre 1927.  Rhinogobius bucculentus ingår i släktet Rhinogobius och familjen smörbultsfiskar. Inga underarter finns listade i Catalogue of Life.